# Plenckia integerrima
Plenckia integerrima är en benvedsväxtart som beskrevs av Lundell. Plenckia integerrima ingår i släktet Plenckia och familjen Celastraceae. Inga underarter finns listade.